# Bon Appetit!
『Bon Appetit!』（ボナペティ!）は、竹内まりやの通算9枚目のオリジナル・アルバム。2001年8月22日にワーナーミュージック・ジャパンより発売された。

## 概要
″ベストを超えたオリジナル″ の触れ込みで、オリジナル・アルバムとしては前作『Quiet Life』以来9年ぶりに発売された竹内まりやのアルバム。その謳い文句の通り、大半の楽曲にはタイアップが付けられており、それまでに音源は発表されていたがソフト化されていなかった楽曲や、他のミュージシャンへの提供曲のセルフカヴァーなども含めたそれまでの集大成的な作品となっている。タイトルの ″ボナペティ″ はフランス語で ″たっぷりと召し上がれ″ の意味で、文字通り「お腹いっぱいになってください」と言った意図で付けられたタイトルである。
竹内にとって久しぶりの作品であったことや、前述の通りベスト盤に限りなく近いものであったことなどが功を奏して、オリコンアルバムチャートでは1位を記録し、初動売上は50万枚を越えて累計売上はミリオンセラーを達成した。同チャートでは約7年ぶりの1位獲得であるが、作品としては2作ぶりであることから、発売の間隔がいかに広くなっていたかが窺える。

## 収録曲

### CD
| 全作詞・作曲: 竹内まりや、全編曲: 山下達郎（特記以外）。 |                                            |            |            |                                     |      |
| #                                                        | タイトル                                   | 作詞       | 作曲・編曲 | その他の編曲                        | 時間 |
| 1.                                                       | 「毎日がスペシャル」                       | 竹内まりや | 竹内まりや |                                     | 4:56 |
| 2.                                                       | 「真夜中のナイチンゲール」                 | 竹内まりや | 竹内まりや |                                     | 5:18 |
| 3.                                                       | 「ロンリー・ウーマン」(2001 Remix Version) | 竹内まりや | 竹内まりや |                                     | 4:16 |
| 4.                                                       | 「心はいつでも17才 (seventeen)」           | 竹内まりや | 竹内まりや |                                     | 4:24 |
| 5.                                                       | 「とまどい」                               | 竹内まりや | 竹内まりや |                                     | 5:00 |
| 6.                                                       | 「ソウルメイトを探して」                   | 竹内まりや | 竹内まりや |                                     | 4:22 |
| 7.                                                       | 「ノスタルジア」                           | 竹内まりや | 竹内まりや | Strings & Flutes arranged：服部克久 | 4:48 |
| 8.                                                       | 「Dream Seeker」                           | 竹内まりや | 竹内まりや | Chorus Arrangement：杉真理          | 2:58 |
| 9.                                                       | 「Tell me, tell me」(2001 Remix Version)   | 竹内まりや | 竹内まりや |                                     | 6:00 |
| 10.                                                      | 「今夜はHearty Party」(2001 Remix Version) | 竹内まりや | 竹内まりや |                                     | 4:53 |
| 11.                                                      | 「カムフラージュ」                         | 竹内まりや | 竹内まりや |                                     | 5:29 |
| 12.                                                      | 「Winter Lovers」                          | 竹内まりや | 竹内まりや |                                     | 5:07 |
| 13.                                                      | 「すてきなホリデイ」                       | 竹内まりや | 竹内まりや | Orchestration arranged：服部克久    | 4:38 |
| 14.                                                      | 「天使のため息」                           | 竹内まりや | 竹内まりや |                                     | 5:14 |
| 15.                                                      | 「A cup of tea」                           | 竹内まりや | 竹内まりや | Horn arranged：服部克久             | 2:24 |
| 合計時間:                                                | 合計時間:                                  | 合計時間:  | 69:56      |                                     |      |

### 曲解説
1. 毎日がスペシャル
フジテレビ系「めざましテレビ」の記念すべき10代目テーマ・ソング。後にシングル・カットされた。この作品を書くきっかけはあるテレビ番組で重篤の患者が ″僕ねえ、朝、目が覚めたときに息してるってだけで、もうどんなに幸せかと思うんですよ″ と言うのを聞き、″健康じゃないの！じゃあもっと頑張ろう！″ と言った趣旨の優しいメッセージ・ソングを制作しようと考え、重くならない程度の自分なりのメッセージソングに仕上がったという。発売から6年経った2007年には、曲名の「毎日がスペシャル」をコンセプトとしたソニーのハンディカムCMソングとして使用され、前回の ″朝からがんばろう″ という趣旨とは全く違う形で同じ側面を持ったメッセージでのタイアップとなった。ちなみに「USO!?ジャパン」では “山下達郎が「毎日がスペシャル」を歌う？” といった記事があり、これは実際に山下本人が歌ったものではなく、ただ単に竹内まりやの曲の再生速度を落とすと偶然にも山下が歌っているように聴こえるといったものだった。
2. 真夜中のナイチンゲール
TBS系ドラマ日曜劇場『白い影』主題歌。
3. ロンリー・ウーマン (2001 Remix Version)
オリジナルは1996年発売。TBS系ドラマ『義務と演技』の主題歌。紀勢自動車道テーマ・ソング。
4. 心はいつでも17才 (seventeen)
読売テレビ・日本テレビ系・Woman's Beat大賞「カネボウスペシャル21」テーマ・ソング。
5. とまどい
1997年に広末涼子に提供した広末のデビュー・シングル「MajiでKoiする5秒前」のカップリングのセルフ・カバー。「山下達郎のサンデー・ソングブック」では既にOAされていたがソフト化には至っておらず、この作品で初めてCD化された。広末版にあったセリフが竹内版ではカットされている。なお「とまどい」同様に表題曲の「MajiでKoiする5秒前」も竹内が提供しており、こちらもサンデー・ソングブックにて竹内版がOAされていたものの暫く音源化されていなかったが、2013年にリリースされたコンピレーションアルバム『Mariya's Songbook』でデモ音源としてCD化され、その後ベスト盤『Turntable』にて正式にセルフ・カバー版が収録された。
6. ソウルメイトを探して
1999年三菱「DINGO」CMソング。
7. ノスタルジア
テレビ朝日系ドラマ『はみだし刑事情熱系』主題歌。アルバム発売時にはシングルになっておらず、「毎日がスペシャル」がリリースされた後にシングル・カットされた。
8. Dream Seeker
NHK・ドラマ家族模様『晴れ着ここ一番』主題歌。
9. Tell me, tell me (2001 Remix Version)
TBS系ドラマ『義務と演技』挿入歌。竹内まりやの楽曲としては初めて竹内自身の一人多重コーラスが使われた楽曲。楽曲としては「OH NO, OH YES!」の続篇をイメージしており、前者は不倫の話だが、この楽曲では長期間付き合っていた恋人同士が、マンネリズムの中で不信感に陥った後に互いの存在の重要性に気付くというストーリーである。裏切ったもの同士が最終的に元の鞘におさまるという展開は恐らくドラマに則して書いているからであろうとのこと。
10. 今夜はHearty Party (2001 Remix Version)
1995年、1996年、1999年のケンタッキー・フライドチキン・クリスマスキャンペーンCMソング。ケンタッキーから皆で盛り上がっているパーティの絵コンテを見せられ、それを元にカイリー・ミノーグなどを意識したユーロビート系の楽曲を制作しようと考えたらしい。また、楽曲制作当時に『あすなろ白書』に出演していた木村拓哉を見て ″キムタク″ というフレーズを入れることを思いついたという。更にここから発展し、本人に何か演ってもらえればシャレが二重になって面白いということで、ダメ元で事務所に依頼したところあっさりとOKをもらい、冒頭の台詞を10テイクほど録ったという。その模様を見て山下達郎は「もう、しょうがねえなぁ…」と完全に引いていたという。折角だからコーラスにも参加して欲しいと、山下達郎、竹内まりや、木村拓哉の3人でブースに入ってユニゾンしたと言う。そのようなことが縁で木村とは当時メル友になったという。
11. カムフラージュ
フジテレビ系ドラマ『眠れる森』主題歌。自身初のオリコンシングルチャート1位を獲得。限りなくドラマにリンクさせて書いた楽曲。実は元々はマイナーコードの楽曲を2曲フジテレビ側に渡したところ、″暗いミステリードラマで音楽まで暗くなると救いがなくなってしまう″ という話になり、改めてメジャーコードのバラードを提供した経緯がある。なお、このドラマの制作発表で主演の木村拓哉は ″ストーリーの謎を解く鍵はこの楽曲の歌詞にある″ とも語っており、歌手生活20周年であったことも重なり ″いいご褒美をもらえた″ と感じたらしい。竹内まりやの楽曲としては初めて本格的にPVが製作された楽曲でもある。
12. Winter Lovers
1998年・明治製菓（現・明治）「Meltykiss」CMソング。「カムフラージュ」のカップリングとして収録されており、CMには楽曲提供をしている広末涼子が出演していた。CM内で ″あなたに会いたい″ と言ったフレーズがあったことから、″会いたい気持ち･･･″ というサビメロから制作を始め、超遠距離恋愛をテーマとした楽曲に仕上がったという。元々出会いと別れの場所や、男の人を見送った後の寂しさなどをこの楽曲で表現したかったらしい。なお、竹内曰くこの楽曲の聴き所は、″山下達郎が張り切ってドラムをたたいているところ″ であるという。
13. すてきなホリデイ
2000年以後のケンタッキー・フライドチキンクリスマスCMソングとして使用されている楽曲。クリスマスシーズンのケンタッキー各店ではこの楽曲と山下達郎の「クリスマス・イブ」が頻繁に流れている店舗も多い。後に「ノスタルジア」と殆ど両A面扱いでシングル・カットされた。最初からケンタッキーのタイアップを前提として制作され、前回が若者のパーティのようなイメージであったのに対し、今回はアットホームな家族のクリスマスというテーマの絵コンテを元に書き下ろされた。この楽曲は実際にオーケストラと一緒のブースで録音している。竹内自身も ″ケンタッキーのお話が無ければ書いていない楽曲″ としており、タイアップに感謝の1曲であるという。
14. 天使のため息
映画『秘密』主題歌。同映画には広末涼子が主演していた。元々歌詞の付いていない頭の中のストックメロディにファミレスで詞をつけたものであるらしい。竹内曰く、悲しい曲は家のようなほんわかした場所よりも、ファミレスのような雑多とした場所での孤独を感じながらの方が言葉が見つかりやすく、筆が進むらしい。また、詞を書いていた時期が自身の親友が病死した直後であったことも重なり、彼女へのレクイエム的な意味もあるという。
15. A cup of tea
本作のラスト・トラック。もしアルバムが次に出せるのであれば、最後におまけのような曲を付けたいということで書き溜めておいた楽曲の一つであるという。アルバムの流れへの熟考から、「天使のため息」、「すてきなホリデイ」、「A cup of tea」の流れは最後の最後まで悩んだと語っており、最終的に「天使のため息」が現在の位置しかないということでこの曲順になっている。

## For Your Dessert! 〜Original Karaoke Collection〜

### 収録曲
| #  | タイトル               | 作詞 | 作曲・編曲 | 時間 |
| -- | ---------------------- | ---- | ---------- | ---- |
| 1. | 「駅」                 |      |            | 5:26 |
| 2. | 「元気を出して」       |      |            | 4:27 |
| 3. | 「シングル・アゲイン」 |      |            | 4:48 |
| 4. | 「純愛ラプソディ」     |      |            | 4:44 |
| 5. | 「カムフラージュ」     |      |            | 5:00 |

## クレジット

### 毎日がスペシャル
- Words & Music by 竹内まりや

- 山下達郎 : Compter & Synthesizer Programming, Acoustic Guitar, Keyboards, Percussion & Background Vocals
- 佐橋佳幸 : Electric Guitar
- 竹内まりや : Background Vocals
- 橋本茂昭 : Compter & Synthesizer Programming

### 真夜中のナイチンゲール
- Words & Music by 竹内まりや

- 山下達郎 : Compter & Synthesizer Programming, Electric Guitar, Acoustic Guitar, 12string Acoustic Guitar, Nylon String Guitar, Keyboards, Percussion & Background Vocals
- 橋本茂昭 : Compter & Synthesizer Programming

### ロンリー・ウーマン (2001 Remix Version)
- Words & Music by 竹内まりや

- 山下達郎 : Compter & Synthesizer Programming, Electric Guitar, Acoustic Guitar, Keyboards, Percussion & Background Vocals
- 橋本茂昭 : Compter & Synthesizer Programming

### 心はいつでも17才 (seventeen)
- Words & Music by 竹内まりや

- 山下達郎 : Compter & Synthesizer Programming, Electric Guitar, Acoustic Guitar, Keyboards, Percussion, Hand Clap & Background Vocals
- 青山純 : Drums
- 伊藤広規 : Electric Bass
- 難波弘之 : Electric Organ Solo
- 数原晋 : Trumpet
- 西山健治: Trombone
- ジェイク・Ｈ・コンセプション : Alto & Baritone Sax
- 金城寛文: Tenor Sax
- 竹内まりや : Hand Clap & Background Vocals
- 中村辰也＆佐藤克典 : Hand Clap
- 橋本茂昭 : Compter & Synthesizer Programming

### とまどい
- Words & Music by 竹内まりや

- 山下達郎 : Compter & Synthesizer Programming, Drums, Electric Guitar, Acoustic Guitar, Keyboards, Percussion, Vibraphone & Background Vocals
- 伊藤広規 : Electric Bass
- 難波弘之 : Acoustic Piano
- 橋本茂昭 : Compter & Synthesizer Programming

### ソウルメイトを探して
- Words & Music by 竹内まりや

- 山下達郎 : Compter & Synthesizer Programming, Electric Guitar, Acoustic Guitar, Ukulele & Keyboards
- 数原晋 : Trumpet
- 西山健治 : Trombone
- ジェイク・Ｈ・コンセプション : Clarinet
- 竹内まりや : Background Vocals
- 橋本茂昭 : Compter & Synthesizer Programming

### ノスタルジア
- Words & Music by 竹内まりや

- 山下達郎 : Compter & Synthesizer Programming, Electric Guitar, Acoustic Guitar, Keyboards & Percussion
- 佐橋佳幸: Nylon String Guitar
- 篠崎正嗣: Strings Concert Master
- 朝川朋之 : Harp
- 中川昌三 : Alto Flute
- 竹内まりや : Background Vocals
- 橋本茂昭 : Compter & Synthesizer Programming
- 服部克久 : Strings & Alto Flutes Arrangement

### Dream Seeker
- Words & Music by 竹内まりや

- 山下達郎 : Compter & Synthesizer Programming, Electric Bass, Electric Guitar, Acoustic Guitar, Keyboards & Percussion
- 杉真理 : Chorus Arrangement & Background Vocals
- 松尾清憲 : Background Vocals
- 伊豆田洋之 : Background Vocals
- 橋本茂昭: Compter & Synthesizer Programming

### Tell me, tell me (2001 Remix Version)
- Words & Music by 竹内まりや

- 山下達郎 : Compter & Synthesizer Programming, Electric Guitar, Keyboards & Percussion
- 竹内まりや : Background Vocals
- 橋本茂昭 : Compter & Synthesizer Programming

### 今夜はHearty Party (2001 Remix Version)
- Words & Music by 竹内まりや

- 山下達郎 : Compter & Synthesizer Programming, Electric Guitar, Keyboards, Percussion, Glockenspiel & Background Vocals
- 難波弘之 : Electric Piano
- 竹内まりや : Background Vocals
- 木村拓哉 : Voices & Background Vocals
- 橋本茂昭 : Compter & Synthesizer Programming

### カムフラージュ
- Words & Music by 竹内まりや

- 山下達郎 : Compter & Synthesizer Programming, Electric Guitar, Acoustic Guitar, Electric Sitar, Keyboards, Percussion & Background Vocals
- 難波弘之 : Acoustic Piano
- 橋本茂昭 : Compter & Synthesizer Programming

### Winter Lovers
- Words & Music by 竹内まりや

- 山下達郎 : Compter & Synthesizer Programming, Drums, Electric Guitar, Acoustic Guitar, Keyboards, Percussion & Background Vocals
- 伊藤広規 : Electric Bass
- 難波弘之 : Acoustic Piano
- 橋本茂昭 : Compter & Synthesizer

### すてきなホリデイ
- Words & Music by 竹内まりや

- 岡沢章 : Electric Bass
- 千代正行 : Electric Guitar
- 美野春樹 : Electric Piano
- 篠崎正嗣 : Strings Concert Master
- 朝川朋之 : Harp
- 菅坂雅彦 ＆ 横山均 : Trumpet
- 松本治 ＆ 広原正典 : Trombone
- 高桑英世 ＆ 大澤明子 : Flute
- 山根公男 : Clarinet
- 藤田乙比古，萩原顕彰 ＆ 白谷隆 : Horn
- 庄司知史 : Oboe
- 佐藤潔 : Tuba
- 草刈とも子＆高田みどり : Percussion
- 三谷泰弘 : Background Vocals
- 高尾直樹 : Background Vocals
- 佐々木久美 : Background Vocals
- 国分友里恵 : Background Vocals
- 服部克久 : Orchestral Arrangement

### 天使のため息
- Words & Music by 竹内まりや

- 山下達郎 : Compter & Synthesizer Programming, Electric Guitar, Acoustic Guitar, Keyboards, Percussion & Background Vocals
- 橋本茂昭 : Compter & Synthesizer Programming

### A cup of tea
- Words & Music by 竹内まりや

- 山下達郎: Compter & Synthesizer Programming, Acoustic Guitar, Ukulele & Keyboards
- 菅坂雅彦，横山均 ＆ 長田雄二: Flugelhorn
- 松本治 ＆ 広原正典: Trombone
- 金城寛文 ＆ 高野正幹: Flute
- ジェイク・Ｈ・コンセプション，佐野博美 ＆ 平原まこと : Clarinet
- 橋本茂昭 : Compter & Synthesizer Programming
- 服部克久 : Horn Arrangement

### スタッフ
- PRODUCED and ARRANGED by TATSURO YAMASHITA

- EXCEPT ON "すてきなホリデイ"(ORCHESTRATION), "ノスタルジア"(STRINGS & FLUTES) & "A CUP OF TEA"(HORN) ARRANGED BY KATSUHISA HATTORI

- EXECUTIVE PRODUCER : RYUZO "JUNIOR" KOSUGI

- RECORDING ENGINEERS: TAMOTSU YOSHIDA, TATSUYA NAKAMURA (PLANET KINGDOM)
- MIXED BY TAMOTSU YOSHIDA AT PLANET KINGDOM
- ASSISTANT ENGINEERS : MANAMI ITO(PLANET KINGDOM), MASAKI TAKAMURA(ONKIO HAUS), YOHICHI KOHNO(SOUND INN) & AKITOMO TAKAKUWA(VICTOR STUDIO)
- RECORDING STUDIOS : PLANET KINGDOM, ONKIO HAUS, SOUND INN & VICTOR STUDIO
- MASTERED BY MITSUHARU HARADA (DISC LAB) AT ON AIR AZABU

- ARTIST MANAGEMENT : MITSUHIRO TAMURA (SMILE COMPANY)
- MANAGEMENT ASSISTANT : KATSUNORI SATO (SMILE COMPANY)

- SESSION CO-ORDINATOR : TERUKO OHIRA(CMC)

- A&R : ISSEI MORINO, MASAHIRO KAMATA & HIROYUKI IKEDA(WMJ)
- PROMOTION CO-ORDINATOR : HIDEAKI MIZUSHIMA(WMJ)
- SALES PROMOTION : SHINICHI KIRIYA, KOJI YAMAGUCHI & HAYATO KAJINO(WMJ)

- SUPERVISORS : HIROSHI INAGAKI & TAKASHI ISHIHARA(WMJ)

- ART DIRECTION & DESIGN : KENJI ISHIKAWA (THE GARDEN)
- PHOTOGRAPHER : TOSHITAKA NIWA
- HAIR & MAKE UP ARTIST: MICHIKO FUJIWARA (LA DONNNA)

- TAKUYA KIMURA by the courtesy of Victor Entertainment Inc.
- YOSHIYUKI SAHASHI by the courtesy of Polydor, A UNIVERSAL MUSIC COMPANY
- MASAMI NAKAGAWA by the courtesy of Victor Entertainment, Inc.